# Ginny Weasley
Ginevra Molly "Ginny" Weasley este un personaj fictiv din seria de cărți Harry Potter, scrisă de J. K. Rowling. Personajul este fiica lui Molly și Arthur Weasley, având alți șase frați (Bill, Charlie, Percy, Fred, George și Ron). Ea este născută pe unsprezece August și are părul roșcat, ca orice alt Weasley și are ochii de același nuanță de căprui ca a mamei sale. A fost acceptată la Școala de Magie, Farmece și Vrăjitorii, Hogwarts, unde a fost repartizată la Cercetași. În anul doi ea a fost influențată de jurnalul lui Tom Cruplud, deschizand camera secretelor si punand in pericol viața tuturor vrăjitorilor. Ea a fost și un membru important al Armatei lui Dumbledore condusă și învățată de Harry. Ea a fost și geloasă din cauză că Cho Chang îi furase initial inima lui Harry. Ea a mai avut o relație cu Michael Corner în anul cinci și una cu Dean Thomas în anul șase dar apoi l-a sarutat pe Harry după ce au câștigat Cupa de Quidditch. Până la urmă Ginny se căsătorește cu Harry  în jurul anilor 2000 și au trei copii: James Sirius Potter, Albus Severus Potter și Lily Luna Potter. Ginny este o fire puternică și înțeleaptă.

## Primul An
La unsprezece ani, Ginny a primit o invitație de a pleca la Hogwarts. Acolo ea a fost repartizată la Cercetași la fel ca frații ei mai mari. Ginny a deschis Camera Secretelor și a fost influențată de jurnalul lui Tom Dudler. Unde a scris tot, despre frații ei, despre familia ei obositoare, de rușinea ei față de frații ei pentru că era cea mai mică și de faptul de suferința ei afectată din cauza lui Harry (ea credea că o fată ca ea nu-l putea atrage pe Harry.) Când Harry a găsit-o pe Ginny.

## Al Doilea An
Al doilea an a fost mai greu pentru Ginny pentru că nu putea trece cu vederea faptul că a pus în pericol toată Școala. Dar împreună cu familia ei au plecat în Egipt să-l viziteze pe fratele lui Bill.Dar în tren, Când Ginny vru să se așeze cu Harry, Ron și Hermione, Ron a insultat-o spunând:Poate alta dată Ginny. Asta fiind foarte supărător pentru Ginny. Dar când trenul se opri, și dementori au venit, Ginny se duse la Ron pentru că știa că o să fie mai în siguranță. Dar i-a fost rușine de cazul de anul trecut și a plâns până ce Hermione Granger a strâns-o în brațe.

## Al Treilea An
Al treilea an Ginny a petrecut o mulțime de timp cu Hermione la campionatul de Vâjthaț, împărțind patul și discutând despre faptul că Hermionei îi place Ron iar Ginny, pe  Harry. Când au plecat la Hogwarts, Ginny s-a simțit foarte oribil în faptul că Harry o invitase la bal dar ea pleca cu Neville. Ginny a avut o rochie verde-roz care se asorta foarte bine cu părul.

## Al Patrulea An
Al patrulea an, Ginny a intrat în Armata lui Dumbledore.A fost singura care a reușit să distrugă statuia cu ajutorul vrăjii "Reducto".

## Al Cincilea An
In al cincilea an Ginny a avut o relatie cu Dean dar l-a sarutat pe Harry si atunci au format un cuplu.  
1. ↑  Wizarding World Digital